# George Powell
George Powell (ur. 1794 - zm. 1824) – angielski kapitan, poławiacz fok, odkrywca i przyrodnik amator. Między 1818 a 1822 przewodził trzem wyprawom na Ocean Południowy.

## Życiorys
Powell urodził się w Londynie. Podczas swojej pierwszej ekspedycji, w 1818 i 1819 roku, był kapitanem slupu „Dove”, na którym dopłynął do Georgii Południowej i Wysp Kerguelena. Jego druga wyprawa trwała od 1819 do 1821 roku. Podczas wyprawy, sterując statkiem „Eliza”, dotarł do Falklandów oraz Szetlandów Południowych.
Trzecia podróż Powella trwała od 1821 do 1822 roku. Wzięły w niej udział zarówno „Dove”, której kapitanem był George, jak i „Eliza” prowadzona przez Johna Wrighta. Celem wyprawy ponownie stały się Szetlandy Południowe, zaś Powell na użytek wyprawy wykonał bardzo dokładną mapę, opartą na jego własnych obserwacjach (przy tworzeniu zarysów północnej grupy wysp) i obserwacjach innych podróżników (przy kreśleniu południowej grupy wysp). 6 grudnia 1821 został współodkrywcą Orkadów Południowych wraz z Amerykaninem Nathanielem Palmerem, zajmując je w imieniu króla Jerzego IV. Zmarł na wyspach Tonga w 1824 roku.
Na jego cześć nazwę otrzymała Wyspa Powella oraz Basen Powella.